# Nobuyoshi Araki
Nobuyoshi Araki (jap. 荒木 経惟 Araki Nobuyoshi; * 25. Mai 1940 in Minowa, Tokio) ist einer der bedeutendsten Fotografen Japans. Bekanntheit erlangte der Künstler vor allem im Genre der Aktfotografie. Er lebt und arbeitet in Tokio.
Nobuyoshi Araki ist der Sohn eines Schuhverkäufers. Er studierte von 1959 bis 1963 Fotografie an der Chiba-Universität und arbeitete im Anschluss zunächst für eine Werbefirma.
Araki war früh ein begeisterter Bewunderer von Brassaï, Henri Cartier-Bresson und Jean-Luc Godard. Seine eigene Karriere begann 1964 mit Bildern über Kinder in der Stadt, dann fotografierte Araki seine eigene Hochzeitsreise. Aus diesen Fotos entstand das heute legendäre Buch Sentimental Journey. In den 1970ern löste sich Araki von der Pressefotografie und der Reportage-Fotografie und begann, das Zwischenmenschliche zu zeigen. Er dokumentierte die Abgründe der Seele und fand schnell den Zugang zur Erotik. Zu dieser Zeit begann er, seine Fotografien unter anderem im Avantgarde-Comicmagazin Garo zu veröffentlichen. Araki erfand den Begriff „Foto-Ich“. Dieses sei ein Wechsel zwischen Fiktion, Wahrheit und Wunsch. Araki ist ein ambitionierter Betrachter der Umwelt und fotografiert täglich. In Japan werden seine Fotos teilweise wegen „Obszönität“ zensiert, wobei der Künstler die „schwarzen Balken“ der Zensur in einigen seiner Bücher ironisch aufgreift und seine Bücher mit Pinsel und Farbe selbst zensiert.
Eines seiner bekanntesten Models ist die isländische Sängerin Björk, die seine Arbeiten bewundert. Araki fotografierte unter anderem Bilder für ihr 1996 erschienenes Album Telegram.
Araki hat über 350 Bücher veröffentlicht.

## Ausstellungen (Auswahl in Europa)
- 1992: Nobuyoshi Araki – Akt Tokyo. 1971 – 1991, Camera Austria, Forum Stadtpark, Graz
- 1995–1996: Nobuyoshi Araki - Tokyo Novelle, Kunstmuseum Wolfsburg, Wolfsburg
- 2007–2008: Araki Gold: Noboyushi Araki a Roma, Instituto Nazionale per la Grafica, Roma
- 2008: Noboyushi Araki: Kinbaku, Jablonka Galerie, Berlin
- 2008: Araki Meets Hokusai, Kestner Gesellschaft, Hannover
- 2010: Noboyushi Araki: Kinbaku, Jablonka Galerie, Köln
- 2014: Araki Teller Teller Araki, Galerie OstLicht, Wien[1]
- 2018–2019: Nobuyoshi Araki: Impossible Love - Vintage Photographs, C/O Berlin, Berlin[2]

## Auszeichnungen
- 2008: Österreichisches Ehrenzeichen für Wissenschaft und Kunst
- 2012: Mainichi-Kunstpreis